# Albin Lee Meldau

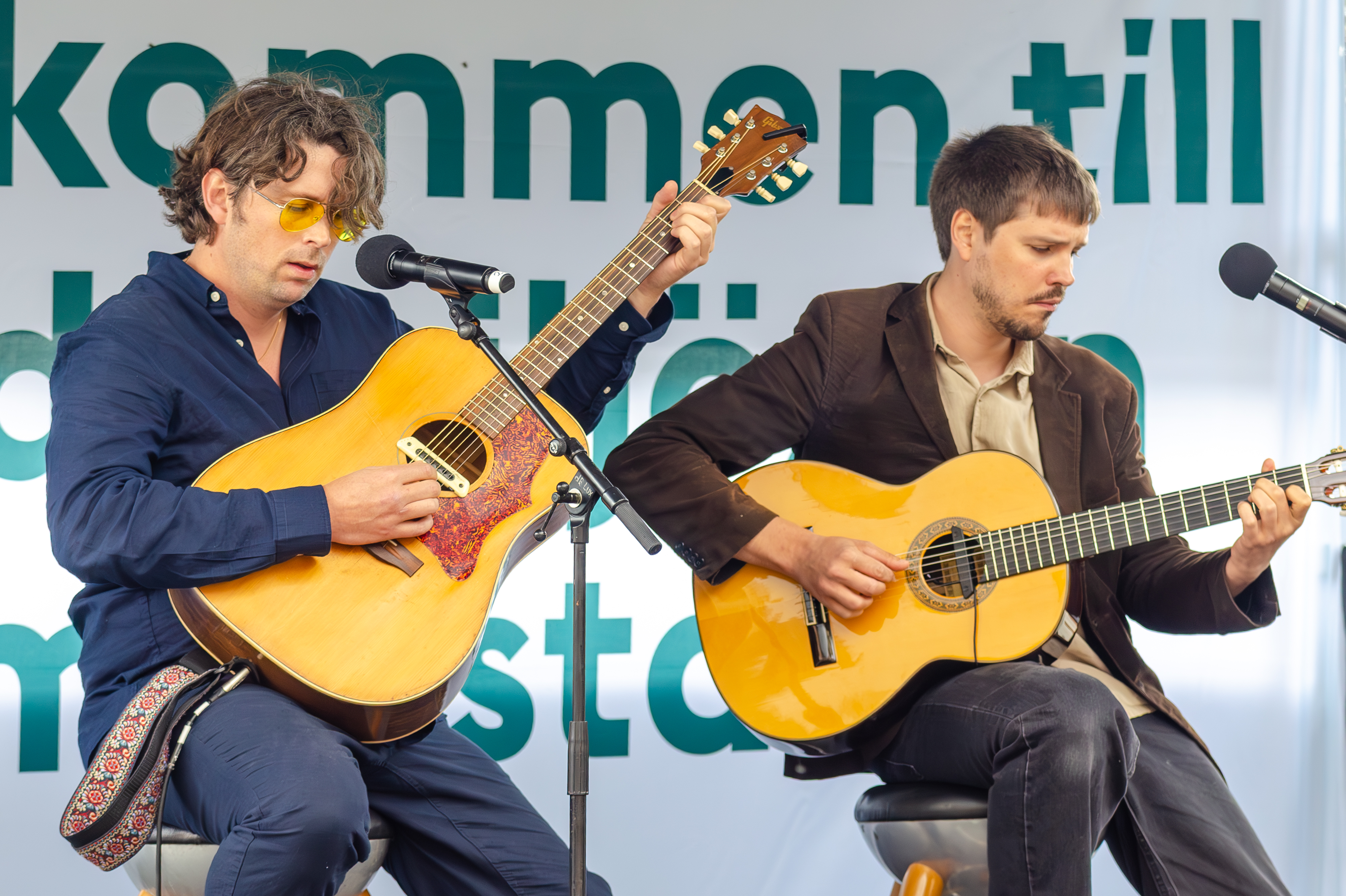
Albin Lee Meldau under ett framträdande på Kornhamnstorg i Stockholm 2024.

Albin Lee Meldau, folkbokförd som Albin Richard Meldau, född 8 februari 1988 i Göteborg, är en svensk sångare och låtskrivare. Han var tidigare en av två sångare i soulbandet The Magnolia, tillsammans med Arvid Nero.

## Biografi
Albin Lee Meldau är son till sångerskan och kompositören Annika Blennerhed.
År 2008 deltog Meldau i TV4-programmet Idol, men gick inte vidare från det första steget: audition. Meldau fick först uppmärksamhet genom låten "Lou Lou", som under 2016 strömmades cirka 10 miljoner gånger på Spotify. Låten ingår i hans debut-ep Lovers – EP från 2016, som han författade tillsammans med bland andra Björn Yttling från gruppen Peter Bjorn and John. Efter låtens succé tecknade Meldau ett skivbolagskontrakt hos Astralwerks, som släppte hans EP på nytt.
Meldau var 2018 en av deltagarna i den nionde upplagan av TV4:s Så mycket bättre. Efter medverkan i TV-programmet la Meldau in sig på behandlingshem för att bryta sitt alkohol- och drogmissbruk. Året därpå tilldelades han utmärkelsen "årets publikfavorit" av EU:s musikpris Music Moves Europe Talent Awards.
Meldau gav ut albumet På svenska 2020, och EP:n Epistlar 2021. År 2022 återvände han till Så mycket bättre och tolkade bland annat låtar av Maja Francis och Anna Ternheim.

## Diskografi
EP:s och album
- 2016 – Lovers
- 2017 – Bloodshot
- 2018 - About You
- 2018 – Blue Christmas
- 2020 – På svenska
- 2021 – Epistlar
- 2023 - Hommage på svenska LIVE
- 2024 - Discomforts